# Lucio Papirio Crasso
Lucio Papirio Crasso (fl. V secolo a.C.) console romano.

## Primo consolato
Lucio Papirio Crasso fu eletto console a Roma nel 436 a.C. con il collega Marco Cornelio Maluginense.
Fu un periodo di relativa tranquillità per Roma, dove si registrarono solo alcuni disordini, senza alcuna conseguenza, provocati dal tribuno della plebe Spurio Melio.
I romani, che l'anno prima erano risultati vincitori contro una coalizione nemica nella Battaglia di Fidene, cercarono di provocare battaglia contro Veio e Fidene; non riuscendo nell'intento, si limitarono a razziarne le campagne.

## Secondo consolato
Nel 430 a.C. fu nominato console con il collega Lucio Giulio Iullo. Durante il consolato fu firmata una tregua di otto anni con i Volsci.